# センチュリースタンド
センチュリースタンドは撮影時に使われる照明機材でスタンドの一種。

## 概要

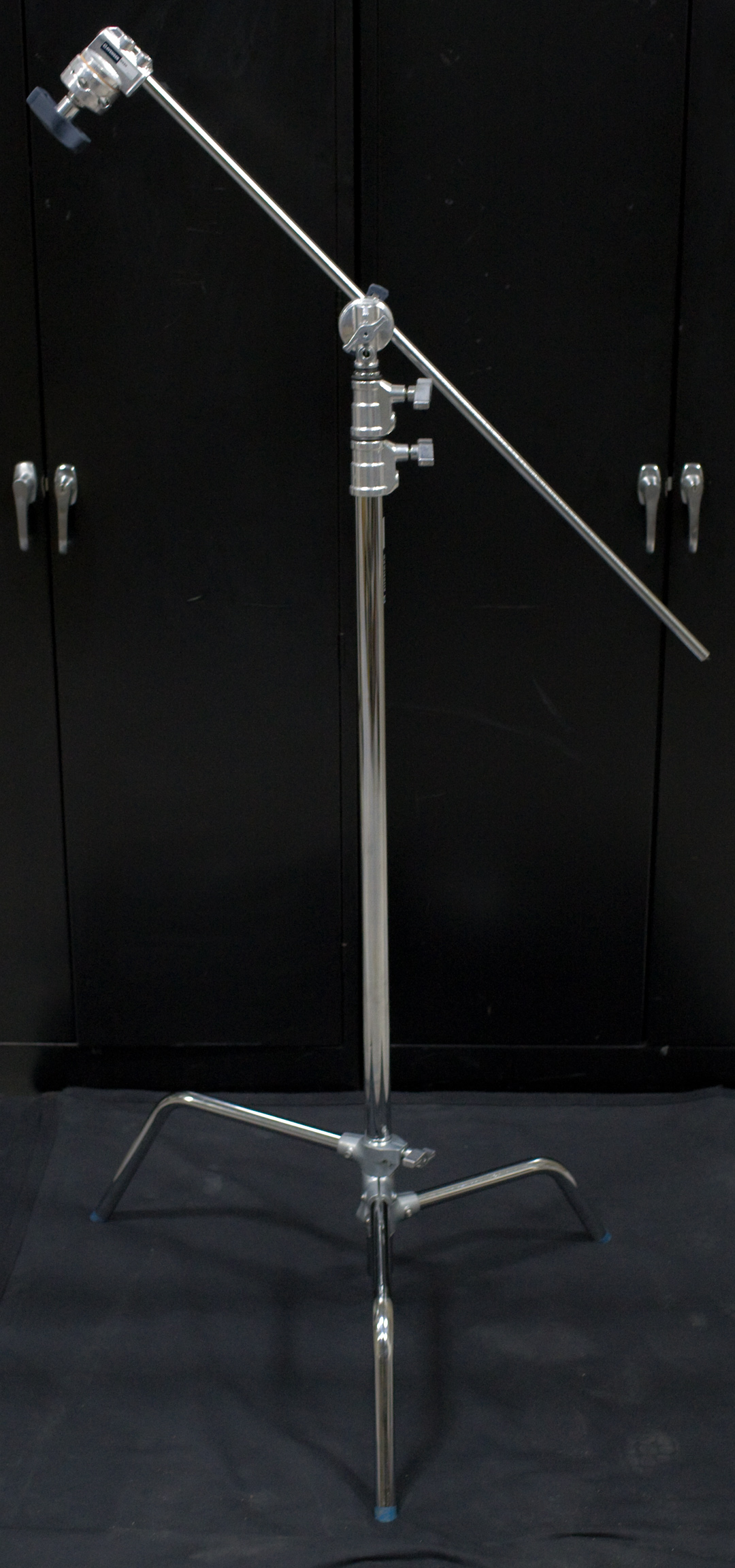
センチュリースタンド

センチュリースタンドは主に写真スタジオで用いられる照明機材である。
不整地スタンドとも言う。小さいものはミニセンチュリー（ミニセン）と呼ぶ。なお、Century Stand 及び C-Stand は Matthews Studio Equipment, Inc.の登録商標である。
上下に伸び縮みするポールの部分とそれを支える3本の脚から成る。脚は一般的なスタンドで見られる折りたたみ式ではなく、曲げパイプの3段重ねで、ボールにねじで締め付けて固定する。収納時は脚を同じ位置に揃えて重ねるため、3本の寸法は全て異なっている。さらに、スライディングレッグと呼ばれる締め付けねじを備えた脚を使うと、個々の脚の固定高さを自由に変えることができ、不整地でも鉛直に立てられるのが特徴である。
ポールの上部先端には連結のためのダボまたはダボ穴があり、照明器具を取り付ける場合もあるが、カポックや黒フラッグなど、光を制御する機材を取り付ける場合も多い。その際には、先端にグリップヘッドを取り付け、エクステンショングリップアーム〔センチュリーアーム〕を利用して適切な位置に固定する。
『センチュリー』とは、正しくはスタンドの事ではなくセンチュリーアームの事を指す。ただし一般的にはセットでセンチュリーと呼ばれる事が多い。